# Синьогора
Синього́ра — невеликий гірськолижний курорт біля села Гута в Богородчанському районі Івано-Франківської області.
Гута — початковий пункт багатьох туристичних маршрутів. В пансіонаті «Синьогора», що розташований на висоті 600 м над рівнем моря, є гірськолижний витяг.
- Відстані: Івано-Франківськ — 60 км, смт Богородчани — 35 км.
- Спуски: траса 500 м, низької складності.
- Витяг: 1 бугель.